# Michigan (jezioro)
Michigan (ang. Lake Michigan) – jezioro w Stanach Zjednoczonych, trzecie co do wielkości w kompleksie pięciu Wielkich Jezior Ameryki Północnej i jedyne z nich leżące całkowicie na obszarze jednego kraju – USA. Na północno-wschodnim krańcu łączy się ono z jeziorem Huron przez cieśninę Mackinac, mającą 8 km szerokości w najwęższym miejscu; hydrologicznie oba jeziora stanowią jeden zbiornik wodny.
Od wschodu i północy do jeziora ma dostęp stan Michigan, od południa Indiana, od zachodu Illinois i Wisconsin. Do jeziora uchodzi ok. 100 cieków, z których największą jest rzeka Grand River. Część Drogi Wodnej Św. Wawrzyńca.
Powstało w późnym plejstocenie (zlodowacenie Wisconsin), kiedy to lodowiec, wędrujący pradawną doliną rzeki i pchający olbrzymie masy materiału skalnego i gliny, zatrzymał się, nie dochodząc do dzisiejszych wydm i utworzył potężny wał morenowy. Topniejące wody lodowca wypełniły wyżłobioną przez lodowiec dolinę, tworząc jezioro Michigan. W miarę wycofywania się lodowca (późny koniec plejstocenu, początek holocenu) jezioro zmieniało swój kształt i wielkość. Wydmy na południowych i wschodnich brzegach jeziora powstały w holocenie, wskutek działalności silnych północnych wiatrów.

## Charakterystyka fizyczna
Powierzchnia lustra wody wynosi 57 800 km², natomiast jego objętość 4920 km³. Linia brzegowa jeziora Michigan wynosi 2633 km, a dorzecze wynosi 175,8 tys. km² (67,9 tys. mil²).
Długość jeziora wynosi 494 km, a szerokość 190 km. Średnia głębokość to 85 m, z maksymalną głębią do 282 m. Jezioro w stosunku do swej objętości ma niewielki odpływ przez co hipotetyczny czas opróżniania jeziora przy braku dopływu wyniósłby 99 lat.
Jezioro leży na tej samej wysokości co jezioro Huron (176 m n.p.m.) i czasem traktowane jest jako jeden zbiornik nazywany Michigan-Huron. Jeziora połączone są poprzez cieśninę Mackinac, która ma długość 64 km i szerokość 8 km w jej najwęższym punkcie. Umowną granicą pomiędzy jeziorami jest miejsce gdzie znajduje się wiszący Mackinac Bridge. Poprzez kanały Illinois-Michigan Canal oraz nieużywany obecnie Hennepin Canal wiodące z okolic Chicago do rzeki Illinois wpadającej do Missisipi jezioro ma bezpośrednie połączenie wodne z Zatoką Meksykańską.

## Parki

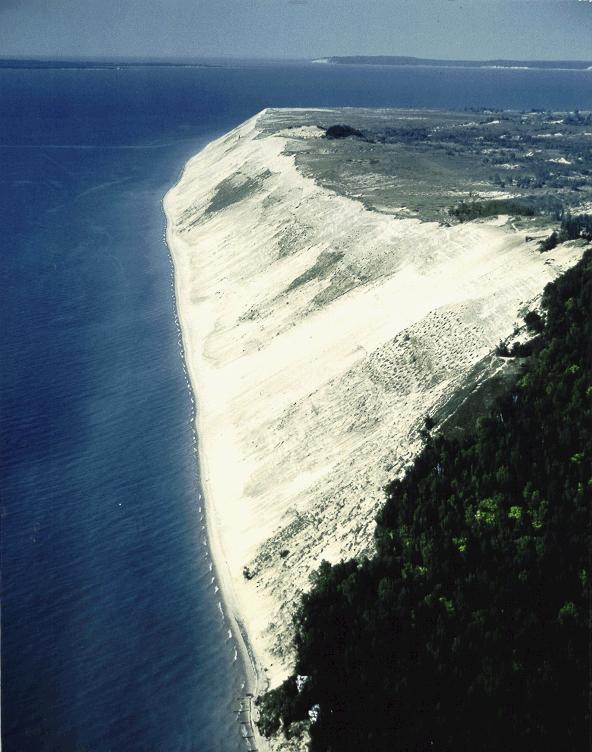
Widok na brzeg w parku Sleeping Bear Dunes National Lakeshore

Na terenach wydmowych, na południowym krańcu jeziora, w stanie Indiana, w 1916 roku utworzono park Indiana Dunes National Lakeshore, znajdujący się pod opieką National Park Service.
W roku 1970 ochroną objęto także północno-wschodnie wybrzeże należące do stanu Michigan. Na powierzchni 288,08 km² powstał Sleeping Bear Dunes National Lakeshore na którego terenie oprócz piaszczystych plaż znajduje się 140-metrowa wydma dająca rozległy widok na taflę jeziora.
Ponadto wokół wysp na północy jeziora od 1970 roku istnieje rezerwat Michigan Islands National Wildlife Refuge znajdujący się pod opieka Fedralnej Agencji ds. Połowu i Dzikiej Przyrody. W pobliżu jeziora Michigan znajduje się kilkanaście parków stanowych jak na przykład Park stanowy Silver Lake.

## Fauna
Reintrodukowany pstrąg, introdukowany łosoś (palia jeziorowa), okoń żółty, Bass niebieski i wielkogębowy, które obecnie stanowią główne gatunki łowne jeziora.

## Miasta
Nad brzegami Jeziora mieszka ponad dwanaście milionów ludzi, głównie w metropoliach Chicago i Milwaukee. Wiele małych miejscowości w stanie Michigan i w hrabstwie Door w Wisconsin to ważne ośrodki turystyczne, do których przybywają mieszkańcy Chicago, Milwaukee, Grand Rapids i Detroit, jak również turyści z innych obszarów USA. Wielu bogatszych mieszkańców pobliskich metropolii posiada domy letniskowe położone nad brzegami jeziora. Południowe brzegi w okolicach Gary (Indiana) stanowią centrum przemysłowe Środkowego Zachodu.

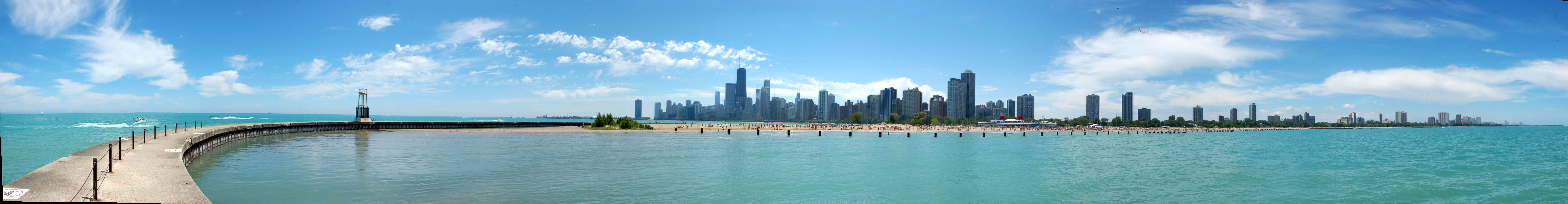
Chicago i Jezioro Michigan widziane z ostrogi plaży przy North Avenue

Miejscowości położone nad Jeziorem Michigan:
| Illinois - Chicago - Evanston - Glencoe - Highland Park - Kenilworth - Lake Forest - North Chicago - Waukegan - Wilmette - Winnetka Indiana - East Chicago - Gary - Hammond - Michigan City - Portage - Porter - Whiting |  | Michigan - Benton Harbor - Bridgman - Charlevoix - Douglas - Elberta - Escanaba - Ferrysburg - Frankfort - Gladstone - Glen - Grand Beach - Grand Haven - Harbor Springs - Holland - Ludington - Mackinaw City - Manistee - Manistique | - Menominee - Michiana - Muskegon - New Buffalo - Norton Shores - Petoskey - Saugatuck - St. Joseph - Shoreham - South Haven - Traverse City Wisconsin - Algoma - Cudahy - Fox Point - Green Bay - Kenosha - Kewaunee - Manitowoc |  | - Milwaukee - Mequon - Oconto - Port Washington - Racine - Sheboygan - Shorewood - South Milwaukee - Sturgeon Bay - Two Rivers - Whitefish Bay |